# Typhochrestus djellalensis
Typhochrestus djellalensis är en spindelart som beskrevs av Robert Bosmans och Bouragba 1992. Typhochrestus djellalensis ingår i släktet Typhochrestus och familjen täckvävarspindlar.
Artens utbredningsområde är Algeriet. Inga underarter finns listade i Catalogue of Life.